# Chaerephon chapini
Chaerephon chapini е вид бозайник от семейство Булдогови прилепи (Molossidae).

## Разпространение
Видът е разпространен в Ангола, Ботсвана, Гана, Демократична република Конго, Етиопия, Замбия, Зимбабве, Кения, Намибия, Уганда и Южен Судан.